# 常大淳故居

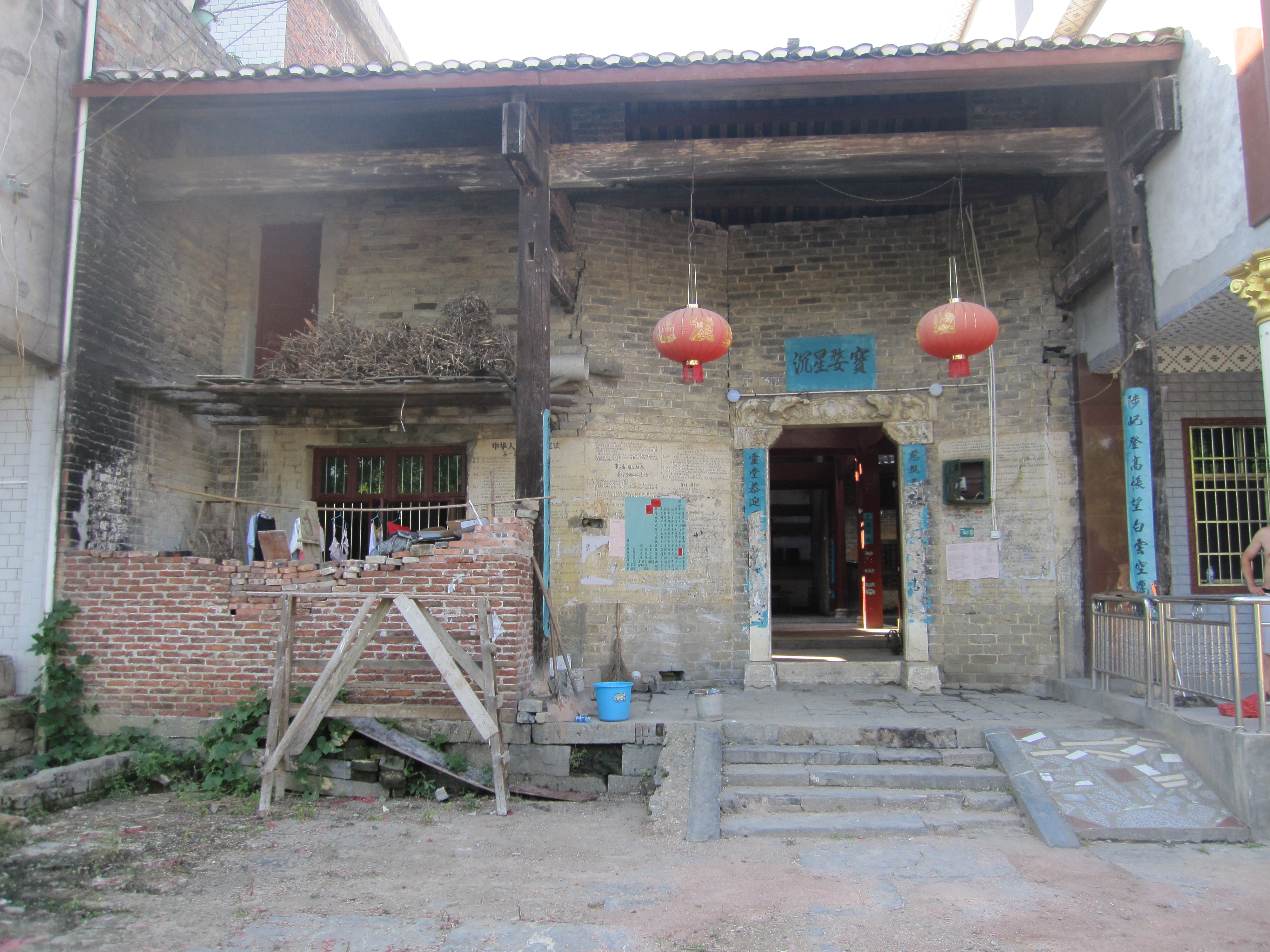
常大淳故居祠堂门

常大淳故居，又名瑞芝堂。是清朝湖北巡抚、总督常大淳在故乡湖南省衡阳县金兰镇瑞芝村的故居，建于清道光三年（1823年）。

## 屋主生平
主条目：常大淳
常大淳（1792年～1853年），字兰陔、正夫，号南陔，清朝总督、著名将领。明朝开国元勋常遇春之后。咸丰二年（1852年）常大淳正准备从湖北巡抚（正二品）调任山西巡抚，尚未到任便遭到太平军围攻。太平军石达开率李开芳、林凤祥、李秀成、陈玉成、唐正才等数万将士围攻武汉，常大淳仅得守城正规军千余人防守。1853年1月12日，文昌门被太平军大炮击毁，武昌城破，常大淳举家自杀殉国。清政府诏赠总督，谥“文节”，祀昭忠祠，于湖北建立专祠。

## 建筑
常大淳故居为三进六横，共108间房，如今已有一半被毁。故居为砖、木、石结构，青砖墙体，品字形屋架。门前的阶基上左右各立一圆木柱，大门天枋上有着二龙戏珠的浮雕，下面的柱础上雕着精细的凤凰，龙凤相呼应。柱础、大门框、门坎均为汉白玉石。

## 图集
- 左侧厢房
- 祠堂
- 偏房
- 废弃的厢房